# Carlton Football Club
El Carlton Football Club és un club professional de futbol australià australià de la ciutat de Melbourne que disputa l'Australian Football League.

## Palmarès
- Victorian Football Association: 1877, 1887
- Australian Football League: 1906, 1907, 1908, 1914, 1915, 1938, 1945, 1947, 1968, 1970, 1972, 1979, 1981, 1982, 1987, 1995
- Minor Premiers (fase regular): 1906, 1907, 1908, 1910, 1914, 1916, 1921, 1932, 1938, 1941, 1947, 1972, 1976, 1979, 1981,1987, 1995
- Campionat d'Austràlia: 1968, 1970
- McClelland Trophy: 1969, 1979, 1985 (tied), 1987, 1995